# Flint Hill (Missouri)
Flint Hill – miasto w Stanach Zjednoczonych, w stanie Missouri, w hrabstwie St. Charles.